# Stauffacher SZ
Die Stauffacher waren im 13. und 14. Jahrhundert ein führendes Geschlecht in Schwyz. Urkundlich nachgewiesen wurde es erstmals in 1267.
Bekannte Namensträger sind:
- Heinrich Stauffacher, Landammann um 1320, Bruder von Werner Stauffacher, in führender Stellung am Streit mit dem Kloster Einsiedeln beteiligt, der zur Schlacht am Morgarten führte
- Rudolf Stauffacher, bei Hans Schryber 1303 Landammann von Schwyz und Abgesandter von Schwyz beim Rütlischwur
- Werner Stauffacher, gemäß einer Legende Abgesandter von Schwyz beim Rütlischwur, Figur in Friedrich Schillers Wilhelm Tell von 1804

## Örtlichkeiten
- Stauffacher (Zürich): nach Werner Stauffacher benannte Tramhaltestelle/Platz in Zürich